# Quaraí (ort)
Quaraí är en ort i Brasilien.   Den ligger i kommunen Quaraí och delstaten Rio Grande do Sul, i den södra delen av landet, 1 800 km sydväst om huvudstaden Brasília. Quaraí ligger 115 meter över havet och antalet invånare är 23 229.
Terrängen runt Quaraí är platt.
Trakten runt Quaraí består i huvudsak av gräsmarker. Runt Quaraí är det mycket glesbefolkat, med 7 invånare per kvadratkilometer.